# Toledo (Iowa)
Toledo es una ciudad ubicada en el condado de Tama en el estado estadounidense de Iowa. En el Censo de 2010 tenía una población de 2341 habitantes y una densidad poblacional de 393,16 personas por km².

## Geografía
Toledo se encuentra ubicada en las coordenadas 41°59′25″N 92°34′49″O / 41.99028, -92.58028. Según la Oficina del Censo de los Estados Unidos, Toledo tiene una superficie total de 5.95 km², de la cual 5.95 km² corresponden a tierra firme y (0%) 0 km² es agua.

## Demografía
Según el censo de 2010, había 2341 personas residiendo en Toledo. La densidad de población era de 393,16 hab./km². De los 2341 habitantes, Toledo estaba compuesto por el 83.47% blancos, el 1.07% eran afroamericanos, el 5.77% eran amerindios, el 0.64% eran asiáticos, el 0% eran isleños del Pacífico, el 4.27% eran de otras razas y el 4.78% pertenecían a dos o más razas. Del total de la población el 11.41% eran hispanos o latinos de cualquier raza.